# 通运门站
通运门站，规划建设期间曾称为新华大街站，是一个位于中国北京市通州区新华街道滨河北路，属于北京地铁6号线的地铁车站。
由於受到施工进度影响的原因，通运门站无法赶及在2014年12月28日跟随6号线二期开通投入使用，所有6号线列车以大约75km/h的速度经外侧路轨通过，均不停靠本站。2020年3月31日起，6号线早晚高峰开行逆高峰大站快车，其间慢车会在通运门站内侧路轨临时停靠，但停靠期间列车不开车门，不对外开放上下车。
截至2021年12月，该站的站台已大致基本完成站內装修工作，但出入口仍需与运河商务区进行一体化建设。根据通州新城中心区建管委的说法，因西侧的瓮城遗址公园项目至今仍未开始建设，本站开通时间仍然无法确定，预计2026年年底开通。通运门站因此超越了亦庄火车站，成为了北京地铁暂缓开通时间最长的车站（除福寿岭站等原本就不用于运营的车站）。

## 位置
通运门站位于北京城市副中心运河商务区，北运河西岸，新华东街与通盛南路交汇处西北侧，沿东关大道呈西北-东南向设置。
车站施工期间挖出通州东门（即“通运门”）城门及瓮城遗址，为此地铁站的设计进行了变动，在南侧新增了通运门遗址博物馆（也称瓮城博物馆），并与地铁站相连。施工期间城墙被切割搬走，待地铁站施工结束后迁回原址展示，车站亦由此得名。

## 结构

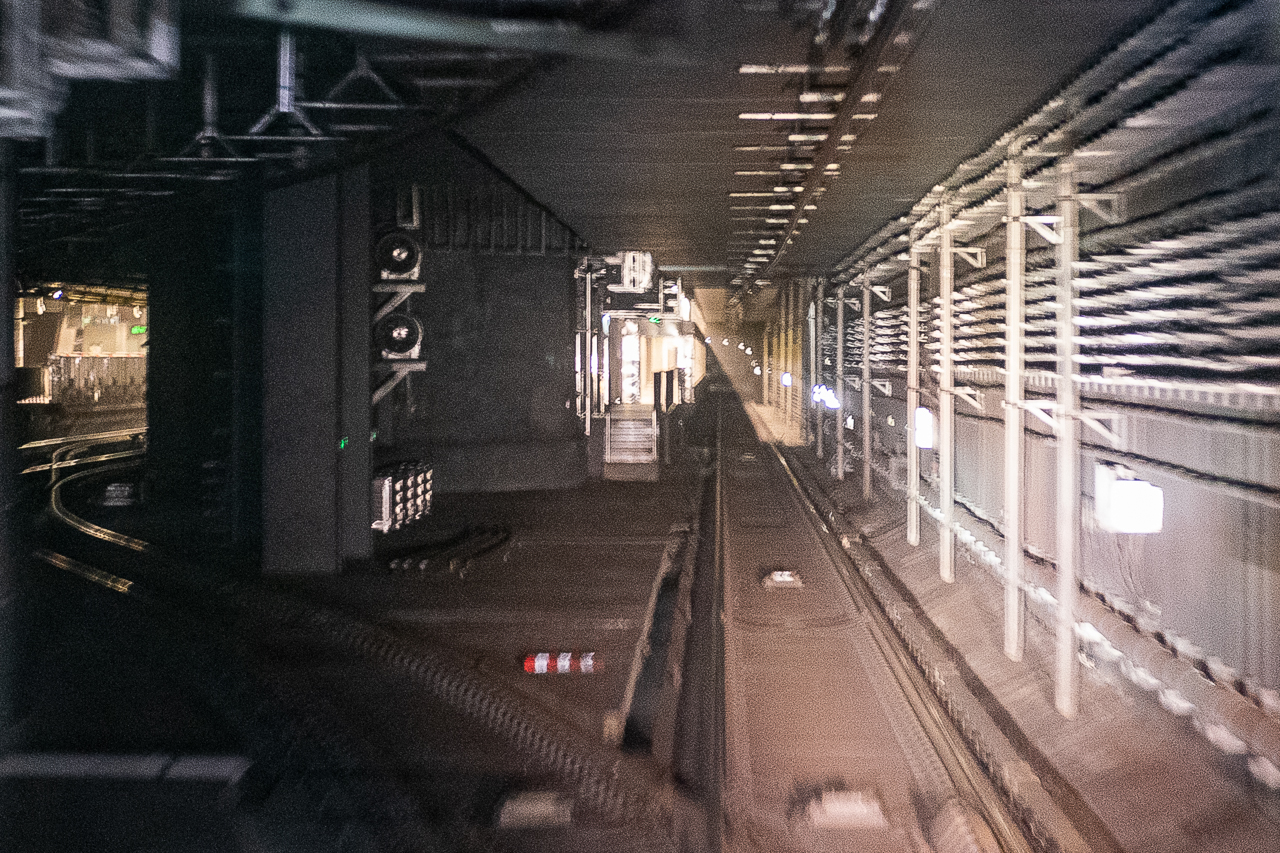
通运门站西北咽喉

6号线车站设计为地下二层车站，站台上方设置贯通两座岛式站台的中庭，顶板以Y型钢柱支撑。
车站与周边商业开发地块、交通枢纽及通运门遗址博物馆进行一体化设计，设有3个出入口，除商业连通出入口外，亦在站厅顶部设置了连接两侧商业的空中连廊。

### 站台
6号线车站采用双岛式站台，位于滨河北路的地底。
作為6號線的快慢車越行站，本站的6號線月台層設有四條路軌，其中內側路軌供慢車停靠上下車，外側路軌供快車停靠上下車。值得一提的是，两个站台的内侧采用半高式安全门，外侧采用全高式屏蔽门，使得该站成为自5号线开始地下车站统一安装全高式屏蔽门以来北京地铁首个安装半高式安全门的地下车站。
另外，6号线站台的两条内侧路轨在往通州北关方向的一端设有一条渡线。
| 地面     | 街道                                          | A-D出入口                        |
| 地下一层 | 天桥和文物                                    |                                  |
| 地下二层 | 站厅层                                        | 客务中心、自动售票机、进出站闸机 |
| 地下三层 |                                               | █ 6号线往金安桥（常营）（快车）  |
| 地下三层 | 岛式站台，左/右側開门                         |                                  |
| 地下三层 | █ 6号线往金安桥（通州北关）（慢车、临时停车） |                                  |
| 地下三层 | █ 6号线往潞城（北运河西）（慢车、临时停车）   |                                  |
| 地下三层 | 岛式站台，左/右側開门                         |                                  |
| 地下三层 | █ 6号线往潞城（郝家府）（快车）               |                                  |
| 地下四层 | 站厅层                                        | 地铁换乘节点和过轨疏散通道       |